# Rasmus Halling Nielsen
 Denne artikel bør gennemlæses af en person med fagkendskab for at sikre den faglige korrekthed.

Rasmus Halling Nielsen (født 1983 i København) er en dansk forfatter. Han er uddannet fra Forfatterskolen 2011.

## Samarbejder og udgivervirksomhed
- koordinat med Lars-Emil Woetmann Nielsen, Erik Scherz Andersen, Christian Meisels Asmussen, Karin Toft, Robert Henningsson, Martin Snoer Raaschou, Julie Sten-Knudsen, siden 2003
- 16062010 | 17062010______1400| 0200 med Daniel Dalgaard, 2010
- Errararea med Richard R. Jensen og Frederik S Nielsen, 2012
- Errararea 2 med Richard R. Jensen og Frederik S Nielsen, 2012
- Errararea 3 med Richard R. Jensen og Frederik S Nielsen, 2013
- zonezono med Toke Højby Lorentzen, 2008-2009
- zonezono med Toke Højby Lorentzen, siden 2009

## Blogs
- Den her blog nu, 2009
- MUTILATION AVENUE, 2012-2013
- Alssolar (tidligere titler: "spacbook.com" og "Stenmaskinen"), oktober 2013 - april 2015
- Alssolar2 - siden april 2015
- Mediævalia - siden juni 2016

## Udstillinger
- Albertslund Bibliotek. Poesi og programmering, November 2015
- Poor and Needy, Poor Farm, gruppeudstilling, Wisconsin 2016
- Kulturværftet. CLICK Literature, Maj 2016
- Kroppens Kalke, 2017
- Så længe lager haves, gruppeudstilling, Galleri Specta, 2018
- Poesiens hus. Correxioner, april 2019
- Berlin Soup, gruppeudstilling, Gallopperiet, 2021
- Watch your language, udstilling af Anders Bonnesen, (tekstbidrag) 2021
- Håndplukket, (tekstbidrag) 2022
- Life vest located under your seat, Danske grafikere, 2022
- Teorier om ildkamp på åbne pladser - Til Dani Karavans Square, bidrag til, lydværk produceret af Pejk Malinovski for Louisiana
- N 55 13 29.9 / E 014 53 41.3, lydværk til Jakob Hansens Litteraturfestival, 2015
- Pre doxxing, Ta·da. 2025

## Musik
- Koordinat. Blandt andet i Højskolernes telt på Roskilde Festival 2004
- Høreværn påbudt
- Rasmus Halling Nielsen & Toke Højby Lorentzen [11]
- Morten Søndergaard + Rasmus Halling Nielsen. Blandt andet på Roskilde Festival 2013, Lyd+Litteratur festival 2014.
- Q + Morten Søndergaard + Rasmus Halling Nielsen. På Roskilde Festival 2014
- N 55 13 29.9 / E 014 53 41.3 (Lydinstallation) på Jakob Hansens Litteraturfestival
- Nils Lassen & Rasmus Halling Nielsen. Den forbandede flamme: Volume 2, Session 6. 2016

- Skovduen (lydværk) på Faaborg Kunstmuseum 2018
- NO PROMIS (single) 2022
- PNG 2022
- DEODATA 2023
- Horder 2024

## Priser
- Dan Turèll Medaljen 2014
- Bukdahls Bet 2014
- Morten Nielsens mindelegat 2020